# Ernő Polgár

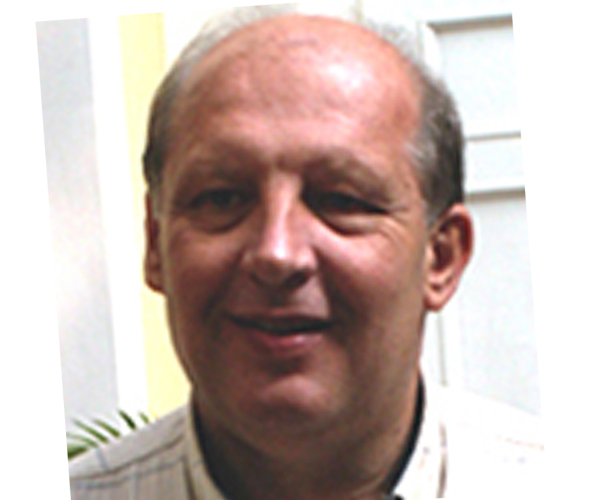
Ernő Polgár

Ernő Polgár (in Ungarn Polgár Ernő; * 27. Januar 1954 in Bácsalmás, Ungarn; † 28. Oktober 2018 in Brunei) war ein ungarischer Schriftsteller, Literatur-Organisator, Dramaturg und Kulturwissenschaftler.
Seit 2018 lebte er in Borneo Island, Brunei.

## Werdegang
Polgár wurde als Csupity Ernő in Bácsalmás geboren, sein Abitur machte er ebenfalls in seiner Heimatstadt. Zuerst wurde er Bibliothekar, studierte dann an der Schauspiel- und Theater-Akademie Dramaturgie. Ab 1979 war er Dramaturg im Theater Madách, in den Jahren 1997/98 war er Lehrbeauftragter der Film- und Theater-Akademie. Großes Aufsehen erregte seine literarische Soziographie „Schicksal eines Mieters“, die im Jahre 1975 in der Literatur-Zeitschrift „Budapest“ erschien. Im Jahre 1981 war er Stipendiat des MTA (Ungarische Akademie der Wissenschaften), im Jahre 1994 des „Soros“ und im Jahre 1998 des „Pro Renovanda Cultura Hungariae“. Seit 1998 war er freiberuflicher Schriftsteller. Von 2000 bis 2003 leitete er den „Blue Shop Online Galerie und Digitalen Verlag“. Ab 2002 war er Sekretär und später zweiter Vorsitzender der Abteilung für Prosa beim Ungarischen Schriftstellerbund. Seit 2004 war er Mitglied in der Gesellschaft der schönen Literatur. Er war Mitglied des ungarischen P.E-N. Clubs.

## Preise und Auszeichnungen
- Radnóti-Preis
- Lajos Nagy-Preis
- 2007 Ungarischer Verdienstorden in der Ausprägung Ritter.

## Werke
Polárs Werke sind bisher weder ins Englische, Französische oder Deutsche übersetzt worden.
- 1983: Wellengrab, Heimkehrer, Ady (Dramen)
- 1985: Jenseits des Äquators (Drama)
- 1991: Rendezvous in Bangkok, Verurteilten, Feuerläufer (Dramen)
- 1994: Gottes Vögelchen (Film)
- 1992: Auf dem Spuren der gelben Sterne (Soziografie)
- 1994: Werde meine Frau! (Kurzgeschichten)
- 1994: Lotusblume (Geschichten aus dem Fernen Osten)
- 1994: Auf dem Deck der „Philemon“ um die Welt (Reisebericht)
- 1997: Das zweite Leben einer Frau (Tatsachen-Roman)
- 1999: Lieben (Roman)
- 2000: Die Bäume des Parks Sankt Stefan (Kurzgeschichten)
- 2000: Im Zauberbann der Schauspielern und Schauspielerinnen (Essai-Roman)
- 2001: Auf dem Spuren der Zivilisationen (Kulturgeschichte)
- 2001: Das Geheimnis der islamischen Welt (Kulturgeschichte)
- 2002: Insel der Götter (Roman)
- 2003: Kamas Diener (Roman)
- 2004: Tödlicher Kuss (Kurzgeschichten)